# مایکل مک‌کین
مایکل مک‌کین (انگلیسی: Michael McKean؛ زادهٔ ۱۷ اکتبر ۱۹۴۷) یک هنرپیشه، کمدین، فیلمنامه نویس و آهنگساز اهل ایالات متحده آمریکا است. وی از سال ۱۹۷۳ میلادی تاکنون مشغول فعالیت بوده‌است. معروف به خاطر نقش های مختلف در سینما و تلویزیون مانند لنی کوسنوفسکی در لاورن و شرلی، دیوید سنت هابینز در این یک ضربه اسپینال است و چاک مک گیل در سریال بهتره با سول تماس بگیری‌.
از فیلم‌ها یا برنامه‌های تلویزیونی که وی در آن نقش داشته است، می‌توان به دختران زمین آسانند، سرنخ، هرچه نتیجه‌دار باشد، خیال باطل، بهتره با سول تماس بگیری، معما، آلاسکا، دکترهای جوان عاشق، کله‌پوک‌ها، سر مخروطی‌ها، آموزش خانم تینگل، جری و مارج پولدار می‌شوند، فوکوس خودکار، بزرگ، پایان خوش، تصویر بزرگ، نور روز و کشور پاک ۲ اشاره کرد.
نقش موفقیت آمیز مک کین، همسایه آزار دهنده، لنی کوسنوفسکی در سیت کام «لاورن و شرلی» بود. وی در نقش دیوید سنت هابینز، خواننده اصلی و گیتاریست سرگروه گروه خیالی ضربه اسپینال در فیلم «این یک ضربه اسپینال است» بود و در چندین فیلم گروه کریستوفر گست بازی کرد. او در نوشتن آهنگ «یک باد شدید» (برای فیلم مهمان «یک باد شدید») همکاری داشت که برنده جایزه گرمی شد و همچنین در نوشتن «بوسه ای در انتهای رنگین کمان» از همان فیلم هم همکاری داشت که برای جایزه اسکار بهترین ترانه نامزد شد. مک کین در اواسط دهه ۱۹۹۰ در فصل های ۱۹ و ۲۰ پخش زنده شنبه شب عضو بازیگران بود. مک کین، نقش چاک مک گیل، برادر سول گودمن در سریال درام شبکه ای ام سی، بهتره با سول تماس بگیری، را بازی کرد که برای آن نامزدی جوایز امی ساعات پربیننده را برای بازیگر مهمان برجسته در یک سریال درام در سال ۲۰۱۹ دریافت کرده است.￼ در سال ۲۰۲۰، او در کنار مارتین فریمن در سریال کمدی خانوادگی «پرورش دهندگان» بازی کرد.

## اوایل زندگی
مک کین در ۱۷ اکتبر ۱۹۴۷ در شهر نیویورک در بیمارستان زنان منهتن متولد شد، که آن بیمارستان اکنون بخشی از مجموعه سینا سنت لوک در خیابان آمستردام است. او پسر روت استوارت مک کین، کتابدار، و گیلبرت اس. مک کین، یکی از بنیانگذاران دکا رکوردز است، و در سی کلف، نیویورک، در لانگ آیلند بزرگ شد. مک کین از نژاد ایرلندی، انگلیسی، اسکاتلندی و برخی آلمانی و هلندی است. وی در سال ۱۹۶۵ از دبیرستان فارغ التحصیل شد. در اوایل سال ۱۹۶۷، او مدت کوتاهی عضوی از گروه باروک پاپ نیویورک سیتی به نام «بلانک چپ» بود و در تک آهنگ «آیوی، آیوی» ساز زد ( و همچنین در قسمت بی: "و ناگهان"). 